# War in the Pacific National Historical Park
Le War in the Pacific National Historical Park est une aire protégée américaine à Guam. Créé le 18 août 1978, ce parc historique national commémore le théâtre militaire de la Seconde Guerre mondiale dans l'océan Pacifique. Il est inscrit au Registre national des lieux historiques depuis le jour de sa création.